# 津田義久
津田 義久（つだ よしひさ）は、日本の官僚、国土交通技官。元運輸省第三港湾建設局神戸港湾震災復興事務所次長・舞鶴港工事事務所長。

## 経歴
1967年大阪工業大学工学部土木工学科（現在の都市デザイン工学科）卒業。同年、運輸省（現在の国土交通省）第三港湾建設局入省。コンクリート工学・港内波浪などの研究に従事し、1990年本省第三港湾建設局工事課長。舞鶴港工事事務所長などを経験し、関西国際空港にも勤務した。また、同省神戸港湾震災復興事務所次長も務めた。1997年退官。港湾空港行政に長く携わり、社会基盤整備に貢献した。
2010年春の叙勲に於いて、瑞宝双光章を受章。